# Paratettix spathulatus
Paratettix spathulatus är en insektsart som först beskrevs av Carl Stål 1861.  Paratettix spathulatus ingår i släktet Paratettix och familjen torngräshoppor. Inga underarter finns listade i Catalogue of Life.